# Есек'єль Лавессі
Есек'є́ль Іва́н Лаве́ссі (ісп. Ezequiel Iván Lavezzi; нар. 3 травня 1985 року, Вілья-Гобернадор-Гальвес, Санта-Фе) — аргентинський футболіст, нападник, китайського клубу «Хабей Чайна Фортун» та збірної Аргентини.

## Клубна кар'єра

### «Естудьянтес»
У 2003 році у віці 17 років Лавессі перейшов із команди «Бока Хуніорс» в «Естудьянтес» (Буенос-Айрес), де за один сезон він забив 17 голів у 39 матчах.

### «Дженоа»
У 2004 році за 1 мільйон євро Лавессі придбала італійська «Дженоа» і він відразу ж був відданий в оренду аргентинському клубу «Сан-Лоренсо». За сезон він провів 29 матчів і забив 9 голів.

### «Сан-Лоренсо»
Після сезону в Аргентині він повернувся до «Дженоа», але через скандал із договірними матчами генуезців відправили до Серії C1, а Лавессі був проданий в «Сан-Лоренсо» за 1,2 мільйони євро.

### «Наполі»
5 липня 2007 року «Наполі», що повернувся перед тим до Серії А та шукав підсилення для команди, уклав контракт із Лавессі на 5 років. Трансфер гравця коштував 6 мільйонів євро. Лавессі отримав у новій команді 7-й номер.
У команді Лавессі відразу почав показувати хороші результати, зокрема, він зробив хет-трик у ворота «Пізи» у матчі на Кубок Італії. Свій перший гол у лізі він провів у ворота «Удінезе» 2 вересня 2007 року. Після матчу, що завершився перемогою «Наполі» із рахунком 5:0, ЗМІ оголосили про народження нової «неаполітанської зірки». 
12 січня 2010 року Лавессі продовжив контракт із «Наполі» до 2015 року.

## Міжнародна
За збірну Аргентини Лавессі дебютував 18 квітня 2007 року в матчі проти Чилі.

## Досягнення
«Сан-Лоренсо де Альмагро»
- Чемпіон Аргентини (Клаусура) (1): 2007

 збірна Аргентини
- Олімпійський чемпіон (1): 2008
- Віце-чемпіон світу: 2014
- Срібний призер Кубка Америки: 2015, 2016

 «Наполі»
- Володар Кубка Італії (1): 2011-12

 «ПСЖ»
- Чемпіон Франції (3): 2012-13, 2013-14, 2014-15
- Володар Кубка Франції (1): 2014-15
- Володар Кубка французької ліги (2): 2013-14, 2014-15
- Володар Суперкубка Франції (3): 2013, 2014, 2015

## Статистика
| Клуб                       | Сезон   | Чемпіонат | Чемпіонат | Кубок | Кубок | Конт.кубок | Конт.кубок | Разом | Разом |
| Клуб                       | Сезон   | Ігри      | Голи      | Ігри  | Голи  | Ігри       | Голи       | Ігри  | Голи  |
| -------------------------- | ------- | --------- | --------- | ----- | ----- | ---------- | ---------- | ----- | ----- |
| Естудьянтес (Буенос-Айрес) | 2003/04 | 39        | 17        | ?     | ?     | -          | -          | 39    | 17    |
| Сан-Лоренсо                | 2004/05 | 29        | 9         | ?     | ?     | 4          | 0          | 33    | 9     |
| Сан-Лоренсо                | 2005/06 | 22        | 9         | ?     | ?     | -          | -          | 22    | 9     |
| Сан-Лоренсо                | 2006/07 | 33        | 7         | ?     | ?     | 5          | 1          | 38    | 8     |
| Наполі                     | 2007/08 | 35        | 8         | 4     | 3     | -          | -          | 39    | 11    |
| Наполі                     | 2008/09 | 30        | 7         | 1     | 0     | 3          | 1          | 34    | 8     |
| Наполі                     | 2009/10 | 30        | 8         | 1     | 1     | -          | -          | 31    | 9     |
| Наполі                     | 2010/11 | 31        | 6         | 1     | 1     | 7          | 2          | 27    | 8     |
| Наполі                     | 2011/12 | 30        | 9         | 4     | 0     | 8          | 2          | 42    | 11    |